# Costa de San Juan de la Rambla
Costa de San Juan de la Rambla este o arie protejată (arie specială de conservare — SAC, sit de importanță comunitară — SCI) din Spania întinsă pe o suprafață de 1.602,91 ha, integral marine.

## Localizare
Centrul sitului Costa de San Juan de la Rambla este situat la coordonatele 28°24′23″N 16°38′07″W / 28.4063°N 16.6354°V.

## Înființare
Situl Costa de San Juan de la Rambla a fost declarat sit de importanță comunitară în octombrie 1999 pentru a proteja 1 specie de animale. Situl a fost protejat și ca arie specială de conservare în septembrie 2011.

## Biodiversitate
Situată în ecoregiunile  și marină macaroneziană, aria protejată conține 3 habitate naturale: Bancuri de nisip acoperite în permanență slab de apă marină, Peșteri marine scufundate complet sau parțial, Recifuri.
La baza desemnării sitului se află o specie protejată de  reptile: Caretta caretta.
Pe lângă speciile protejate, pe teritoriul sitului au mai fost identificate 3 specii de plante, 1 specie de nevertebrate, 3 specii de pești.